# 伽倻山國立公園
伽倻山國立公園（：／ Gayasan Gungnip Gongwon */?）是位於韓國慶尚南道陜川郡、居昌郡與慶尚北道星州郡的山岳型國立公園。1972年10月13日指定，為韓國第9座國立公園，總面積77平方公里。
伽倻山是小白山脉上的一座山峰，海拔1430米，占地8万平方公里，从庆尚南道绵延到庆尚北道。海印寺坐落在伽倻山上。

## 沿革

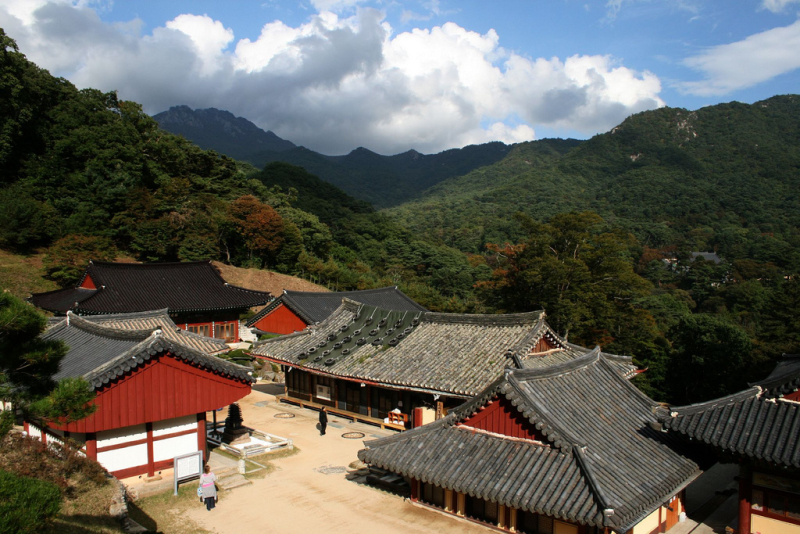
海印寺

- 1966年6月24日：史蹟及名勝地第5號指定－伽耶山海印寺。
- 1972年10月13日：國立公園第9號指定 (建設部公告第76號)。
- 1974年8月10日：伽倻山國立公園管理事務所開所 (道條例第724號)。
- 1987年7月1日：國立公園管理公團創設 (建設部公告第327號)。
- 1987年8月5日：國立公園管理公團伽倻山南部、北部管理事務所開所。
- 1988年10月5日：伽倻山南部、北部管理事務所→伽倻山事務所統合。
- 2004年1月30日：國立公園管理公團伽倻山事務所更名伽倻山事務所伽泉分所新設。

## 關聯區域
- 慶尙南道
  - 陜川郡伽倻面
  - 居昌郡加北面
- 慶尙北道
  - 星州郡伽泉面